# Samokov (obchtina)
Pour les articles homonymes, voir Samokov.
L'Obchtina Samokov (bulgare : Община Самоков) est une commune dans l'ouest de la Bulgarie.

## Géographie physique
La commune de Samokov est située dans l'ouest de la Bulgarie, à 61 km au sud de la capitale Sofia.
Elle est localisée dans un bassin de 185 km2, à 950 mètres d'altitude, entre plusieurs massifs montagneux : au nord-ouest se trouve la montagne Vitocha, au nord la montagne de Plana, à l'est le massif de la Sredna Gora occidentale, au sud le massif du Rila et à l'ouest la montagne Vérila. La ville est traversée par le fleuve Iskar. Deux bras de cette cuvette naturelle d'altitude partent de Samokov et permettent de rejoindre la ville de Sofia : l'un au nord-ouest, en passant par la montagne de Plana, l'autre au nord en suivant le cours de l'Iskar.

## Géographie humaine
| 1926 | 1934   | 1946   | 1956   | 1965   | 1975   | 1985   | 1992   | 2001   |
| ---- | ------ | ------ | ------ | ------ | ------ | ------ | ------ | ------ |
| -    | 43 146 | 48 344 | 49 869 | 47 805 | 49 405 | 47 753 | 45 951 | 42 313 |

| 2011   | 2021   | 2022   | - | - | - | - | - | - |
| ------ | ------ | ------ | - | - | - | - | - | - |
| 37 739 | 35 384 | 34 175 | - | - | - | - | - | - |

## Histoire
La localité de Samokov apparaît pendant le Second Empire bulgare : elle est née du développement des mines de fer et des ateliers de fonderie.
Après la libération de la ville le 11 janvier 1878, une administration municipale temporaire est mise en place. Un conseil d'administration municipal et un maire sont élus dès le 17 février 1878. Les premiers registres de la population sont mis en place, les propriétés municipales sont délimitées, un budget municipal est mis en place.

## Administration

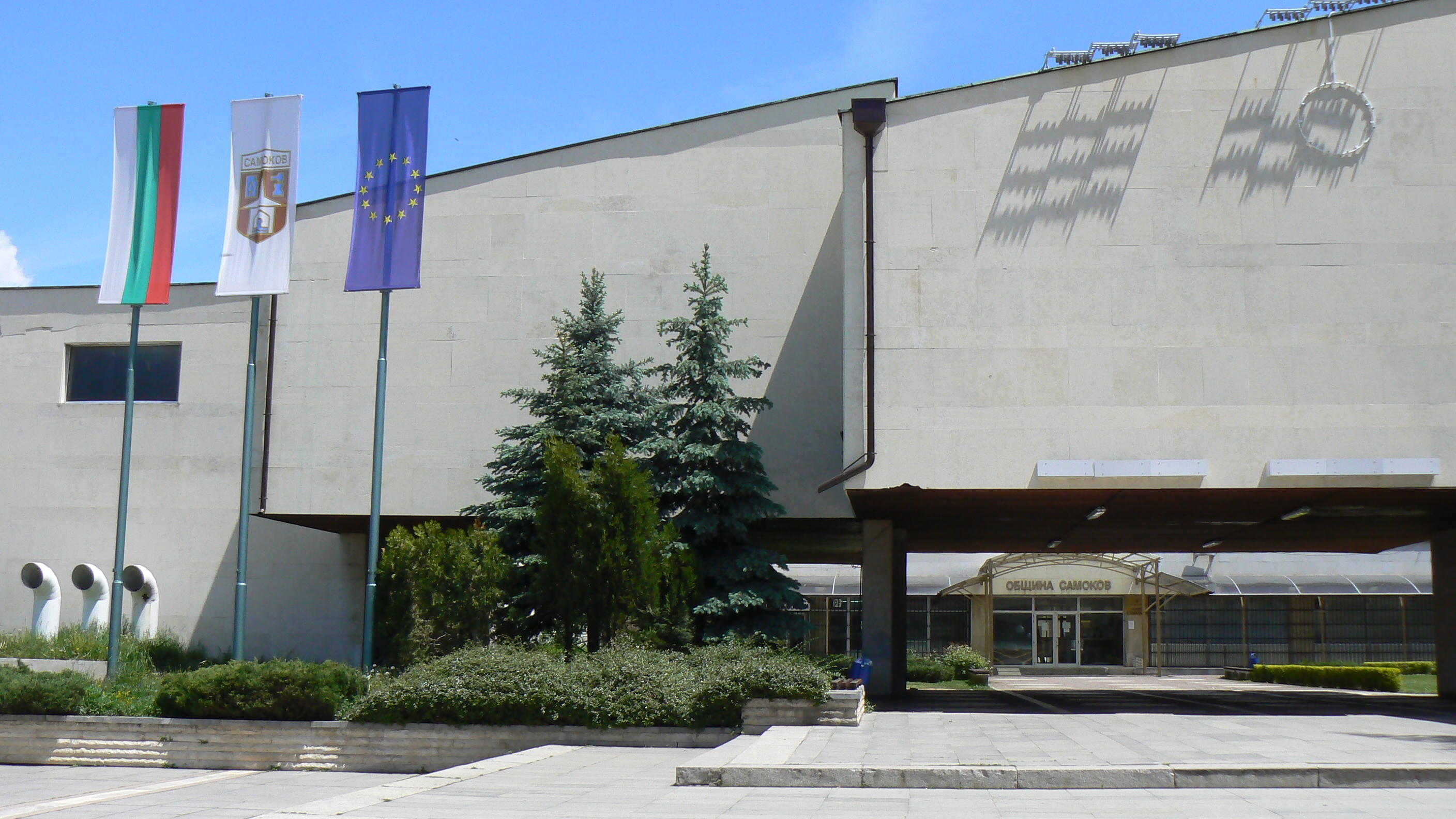
La mairie de la municipalité de Samokov

La commune de Samokov est l’une des 22 obchtini de l’oblast de Sofia. La ville de Samokov en est le chef-lieu.

### Structure administrative
La commune compte 28 entités soit 1 ville et 27 villages :
| - Alino - Beli Iskar - Beltchin - Beltchinski bani - Dolni Okol - Dospey - Draguchinovo - Gorni Okol - Govedarci - Gouçal | - Jarébkoviça - Iarlovo - Klissoura - Kovatchévci - Lissec - Madjaré - Mala crkva - Maritsa - Novo selo | - Popoviané - Prodanovci - Raduil - Rayovo - Réliovo - Samokov - Chipotchané - Chiroki dol - Zlokoutchéné |

### Maires
| Période                                  | Période  | Identité            | Étiquette                                                | Qualité                                         |
| ---------------------------------------- | -------- | ------------------- | -------------------------------------------------------- | ----------------------------------------------- |
| Les données manquantes sont à compléter. |          |                     |                                                          |                                                 |
| 1878                                     | 18??     | Ivantcho Dospévski  |                                                          |                                                 |
| 1986                                     | 1990     | Hristo Yarlovski    | PCB                                                      |                                                 |
| 1999                                     | 2003     | Anguél Némov        | Bloc uni du travail - Mouvement pour un humanisme social |                                                 |
| 2003                                     | 2011     | Anguel Nikolov      | PSB                                                      | professeur, dirigeant d'une entreprise publique |
| 2011                                     | 2023     | Vladimir Gueorguiev | PSB                                                      | Juriste                                         |
| 2023                                     | En cours | Anguel Djorgov      | GERB                                                     | Ingénieur en bâtiments                          |

### Jumelages
- Avila (Espagne).

## Économie

### Activités tertiaires
La ville de Samokov est le centre administratif de la commune.
Les activités tertiaires sont la principale activité dans la commune, avec l'agriculture. Le tourisme est la principale activité tertiaire avec :
- la station touristique de Borovets, dans le sud de la commune et à 10 km de Samokov : elle est la plus grande et la plus ancienne de Bulgarie ;
- le village touristique de Govedartsi, dans le sud-ouest de la commune et à 13 km de Samokov : il s'agit d'une station de tourisme et d'un point de départ pour des randonnées au sein de la haute montagne.
- la station thermale de Beltchniski bani, dans l'ouest de la commune et à 14 km de Samokov : l’eau minérale y sort à une température de 41,5 °C et elle est recommandée pour le traitement des maladies de l’appareil locomoteur.

Par ailleurs, on trouve à proximité, sur le territoire de deux communes voisines, deux autres stations thermales :
- la station de Sapareva Banya, à 28 km à l’est de Samokov ;
- la station de Dolna Banya, à 25 km à l’est de Samokov : ses eaux minérales sont à 56,3 °C.

## Galerie

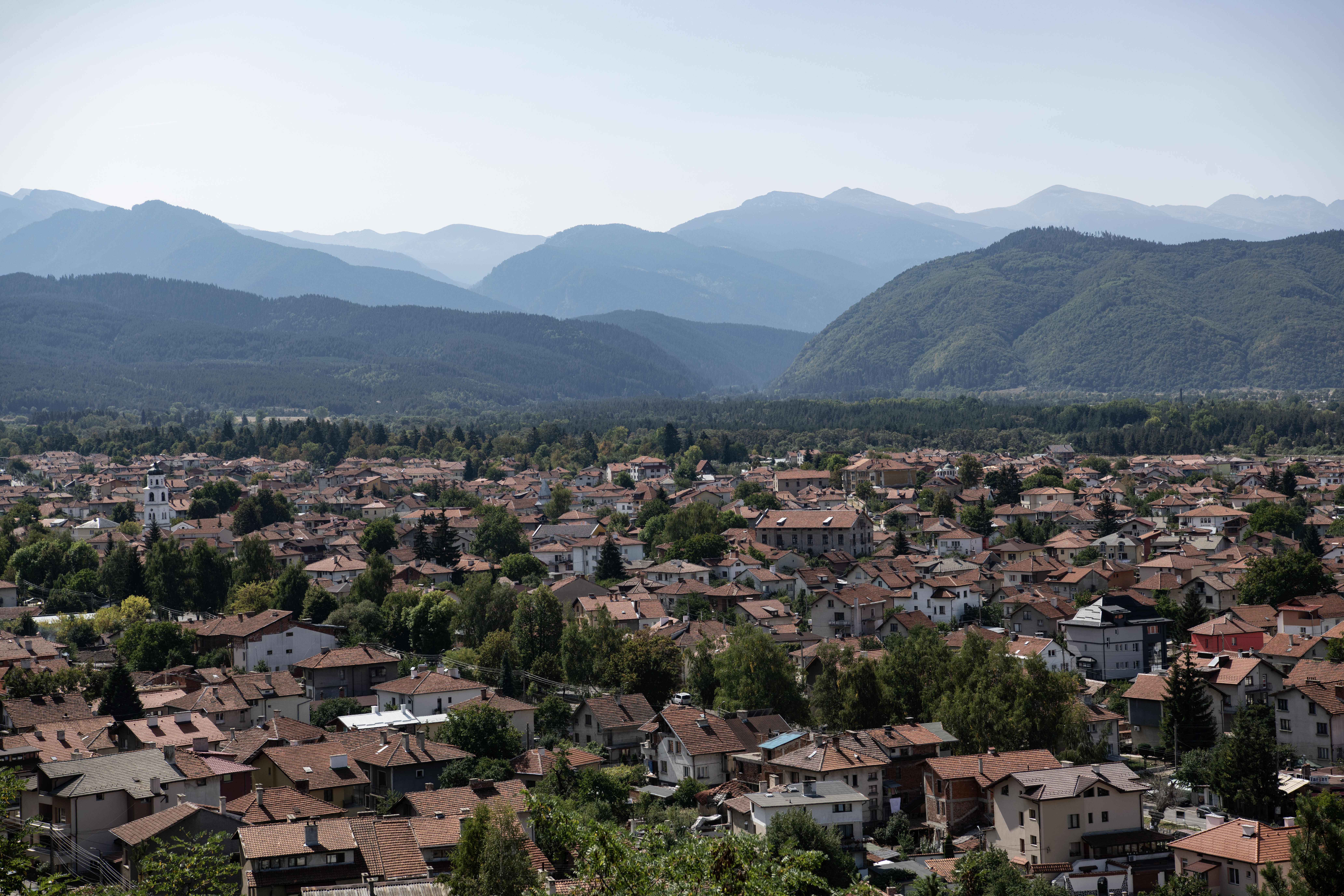
La ville de Samokov
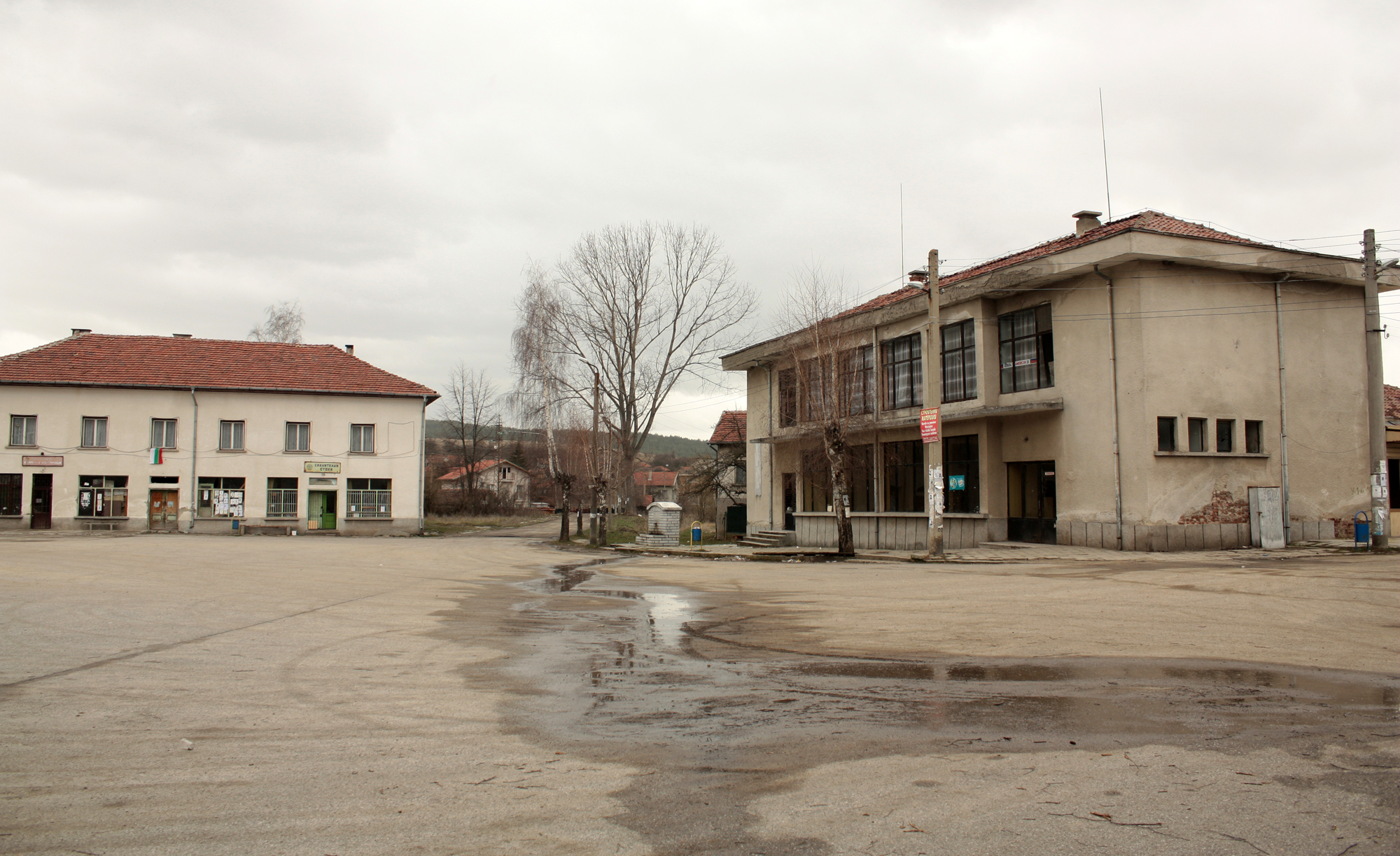
Le centre d'Alino
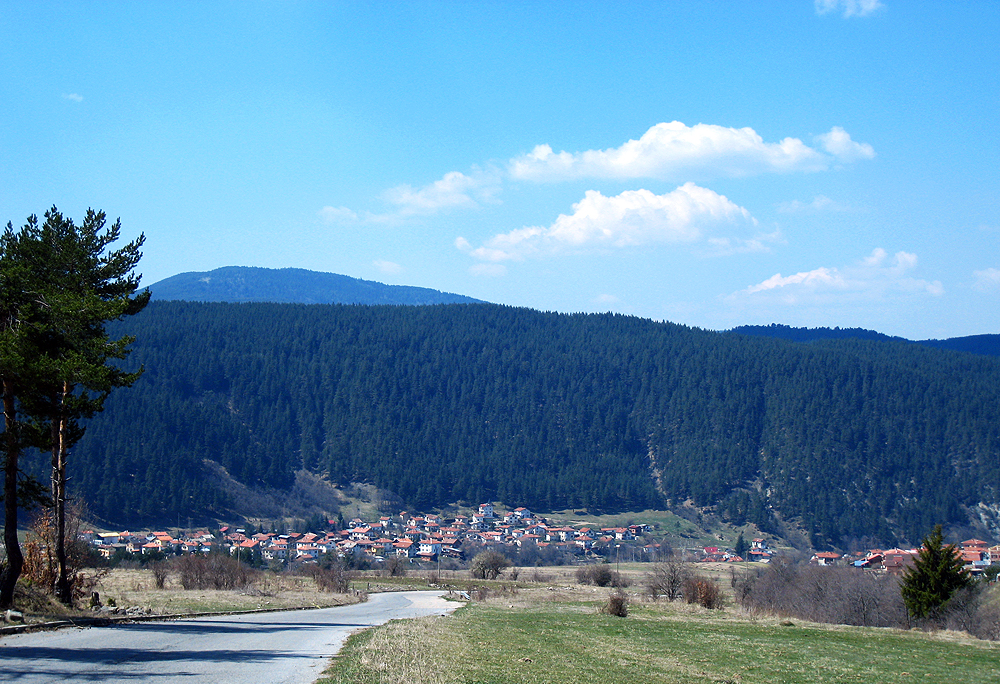
Vue de Béli Iskar
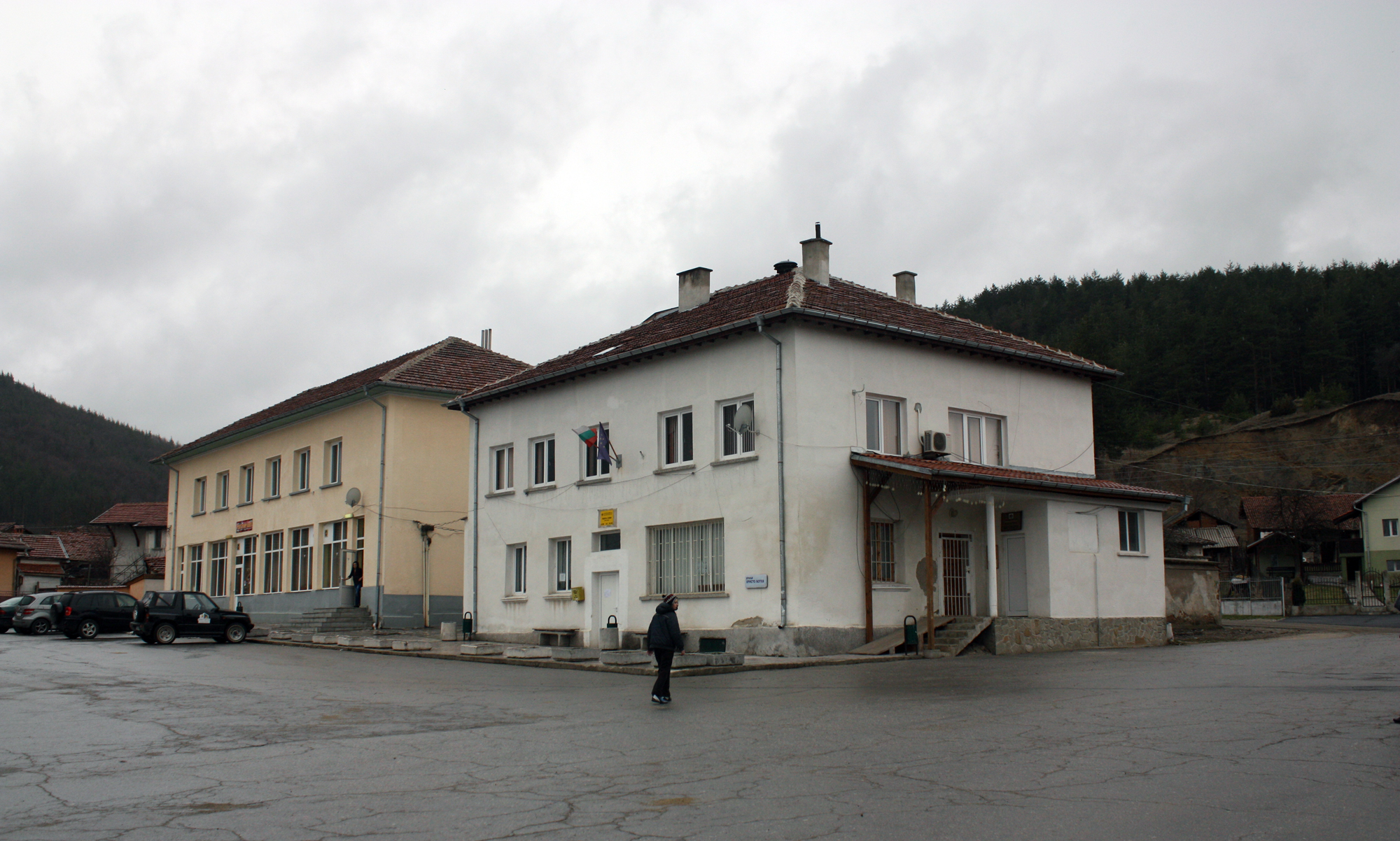
Le centre de Béltchin
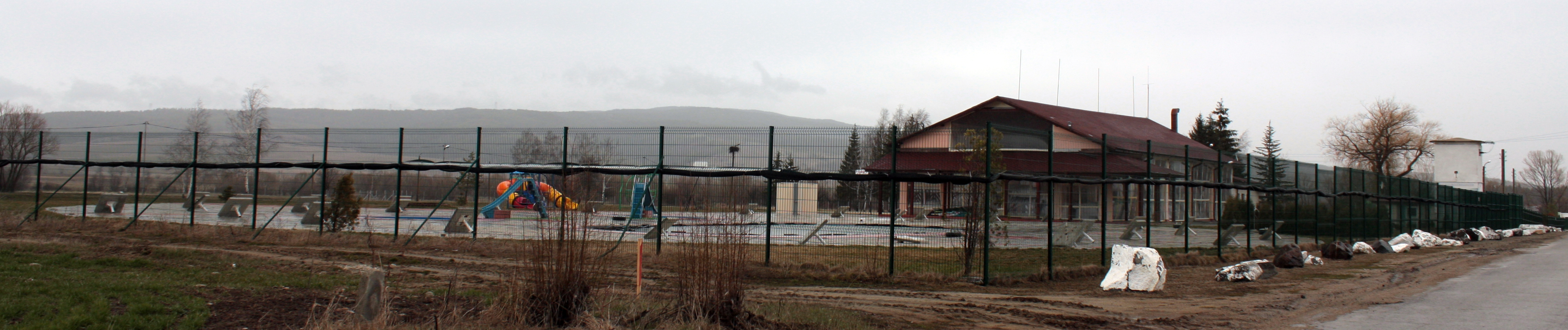
La piscine d'eau minérale à Béltchinski Bani
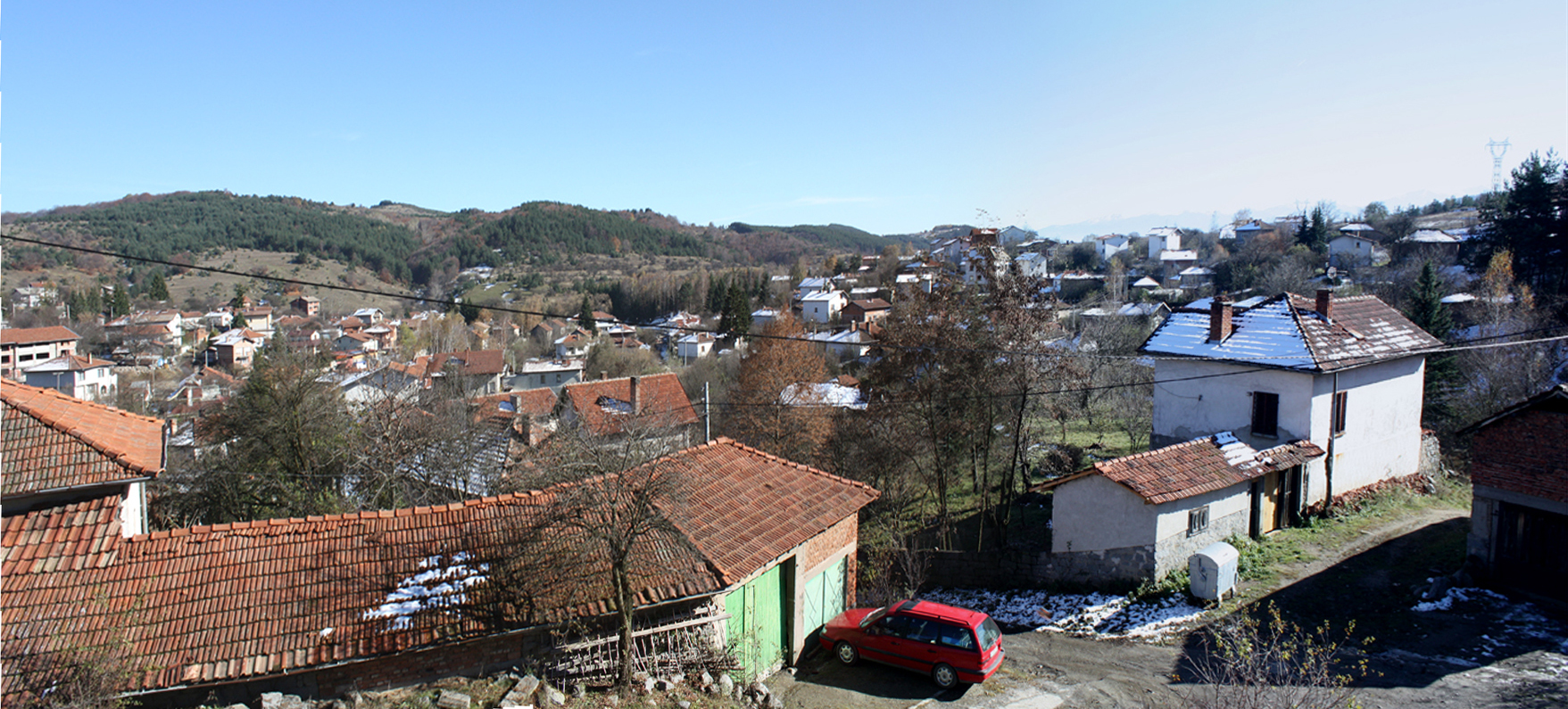
Dolni Okol vu d'ouest en est.
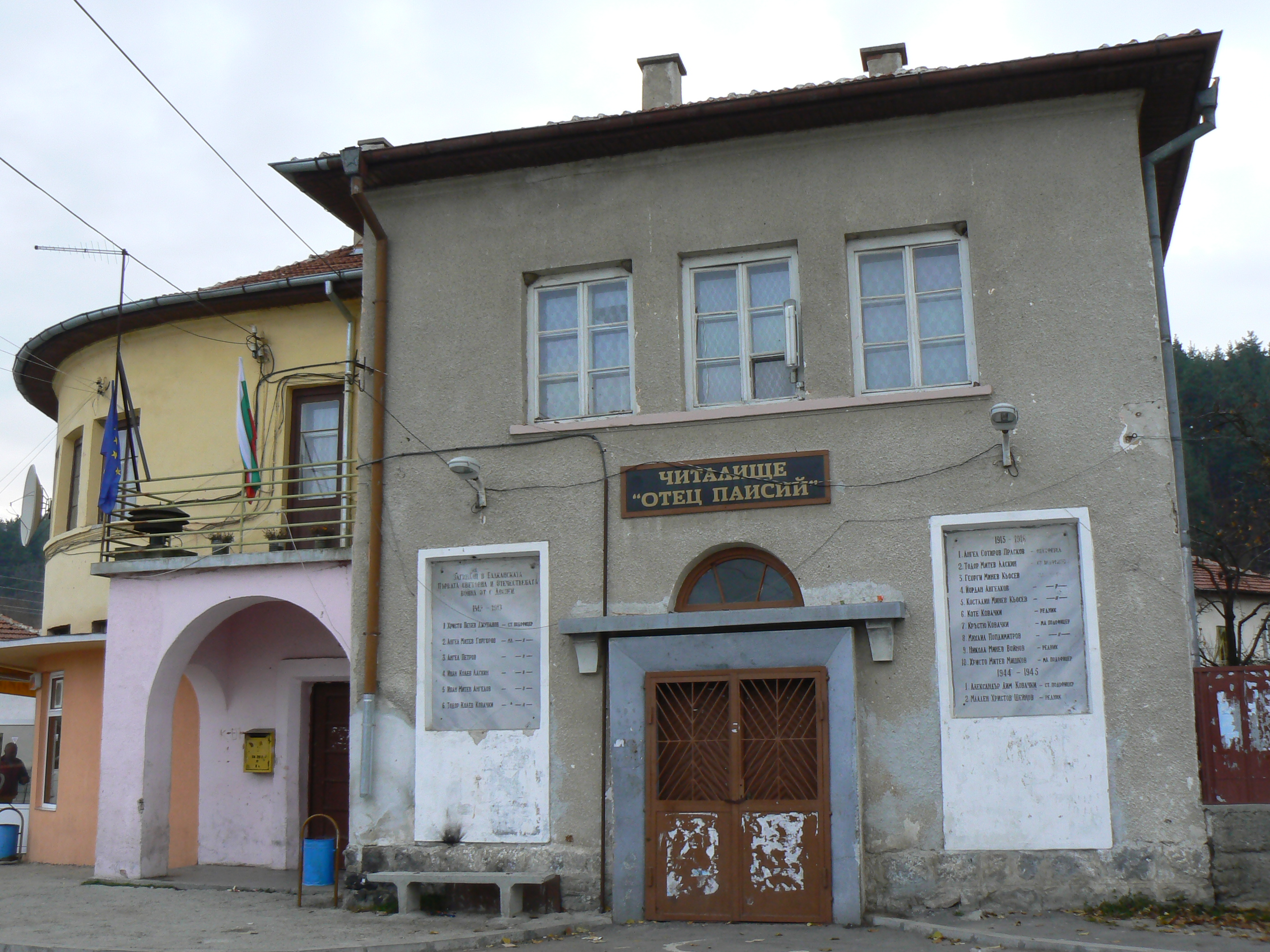
La mairie annexe et le tchitalichté de Dospey
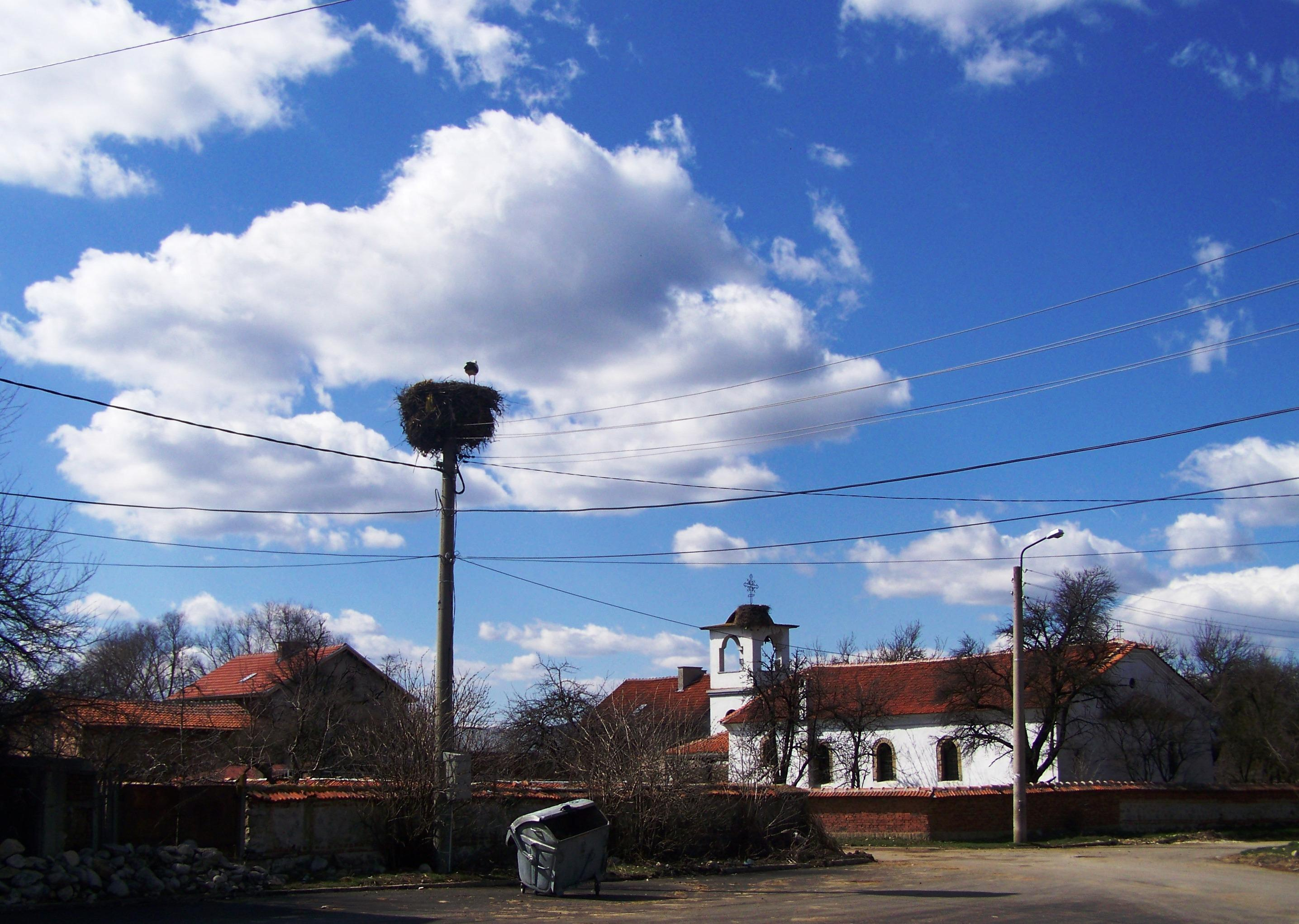
L'église de Dragouchinovo
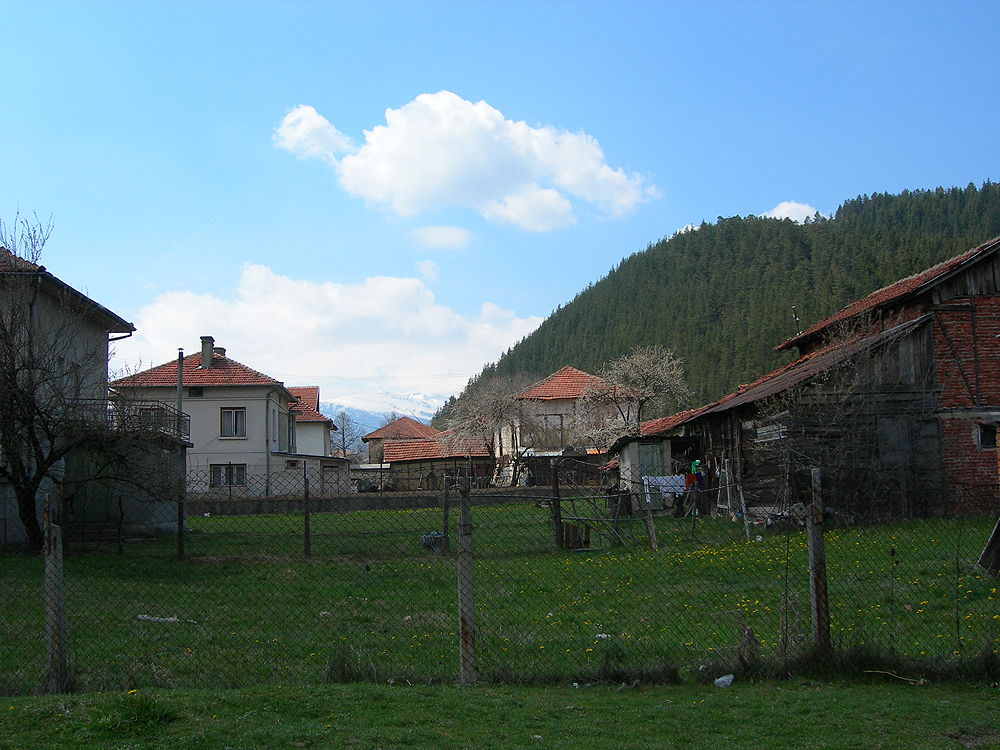
Maisons à Govédartsi
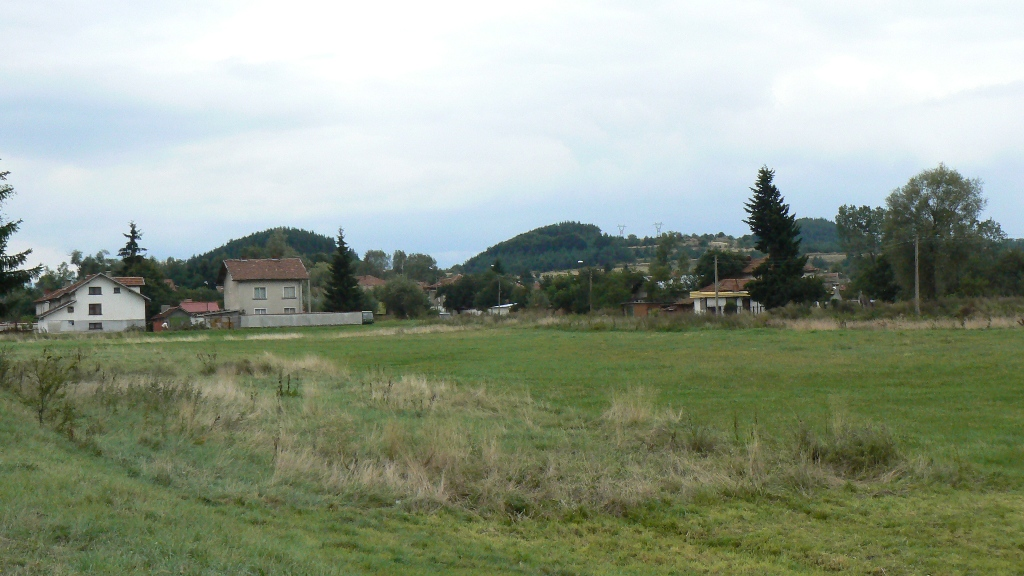
Gorni Okol
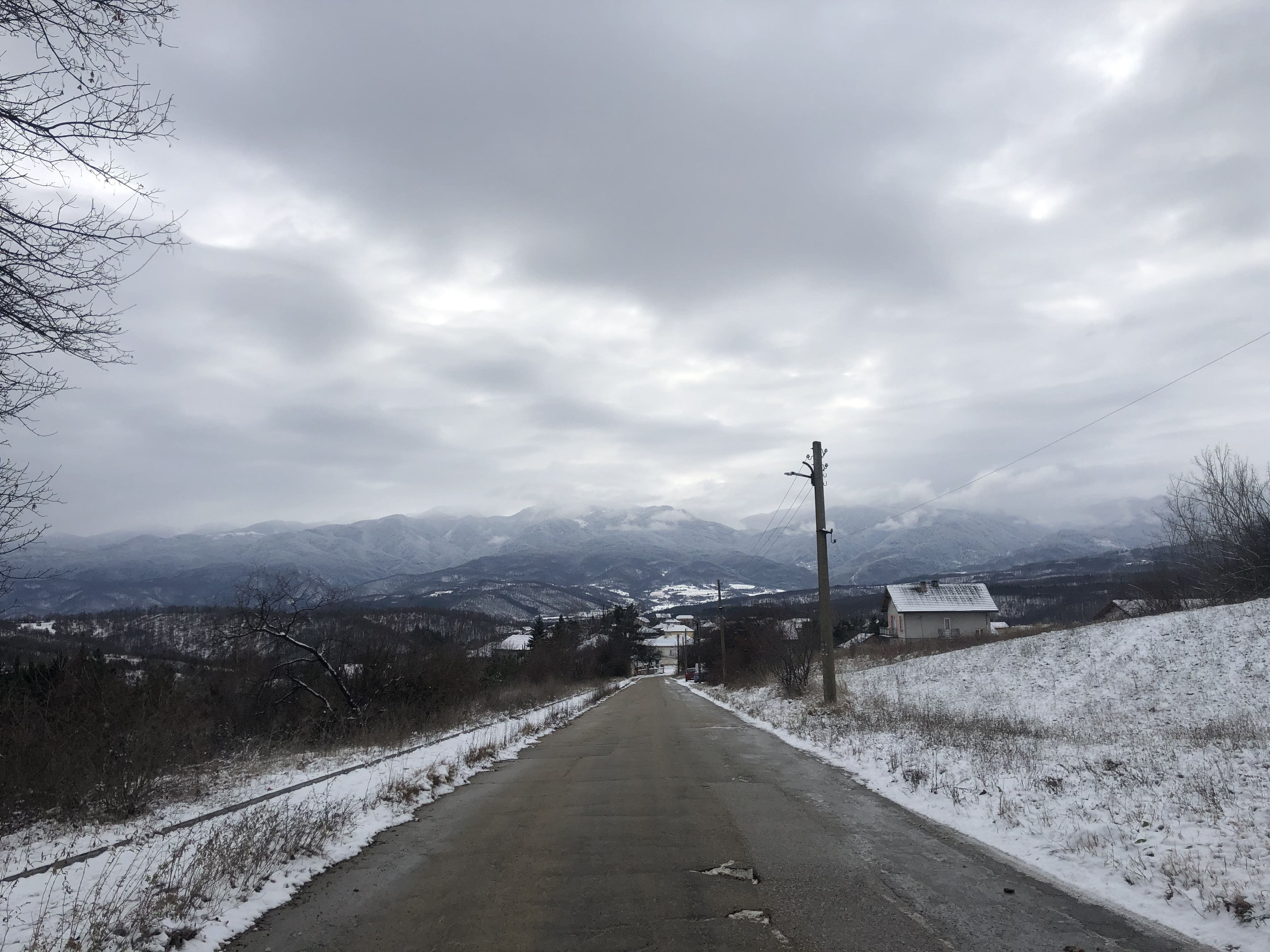
L'entrée du village de Goutsal et le mont Rila au fond
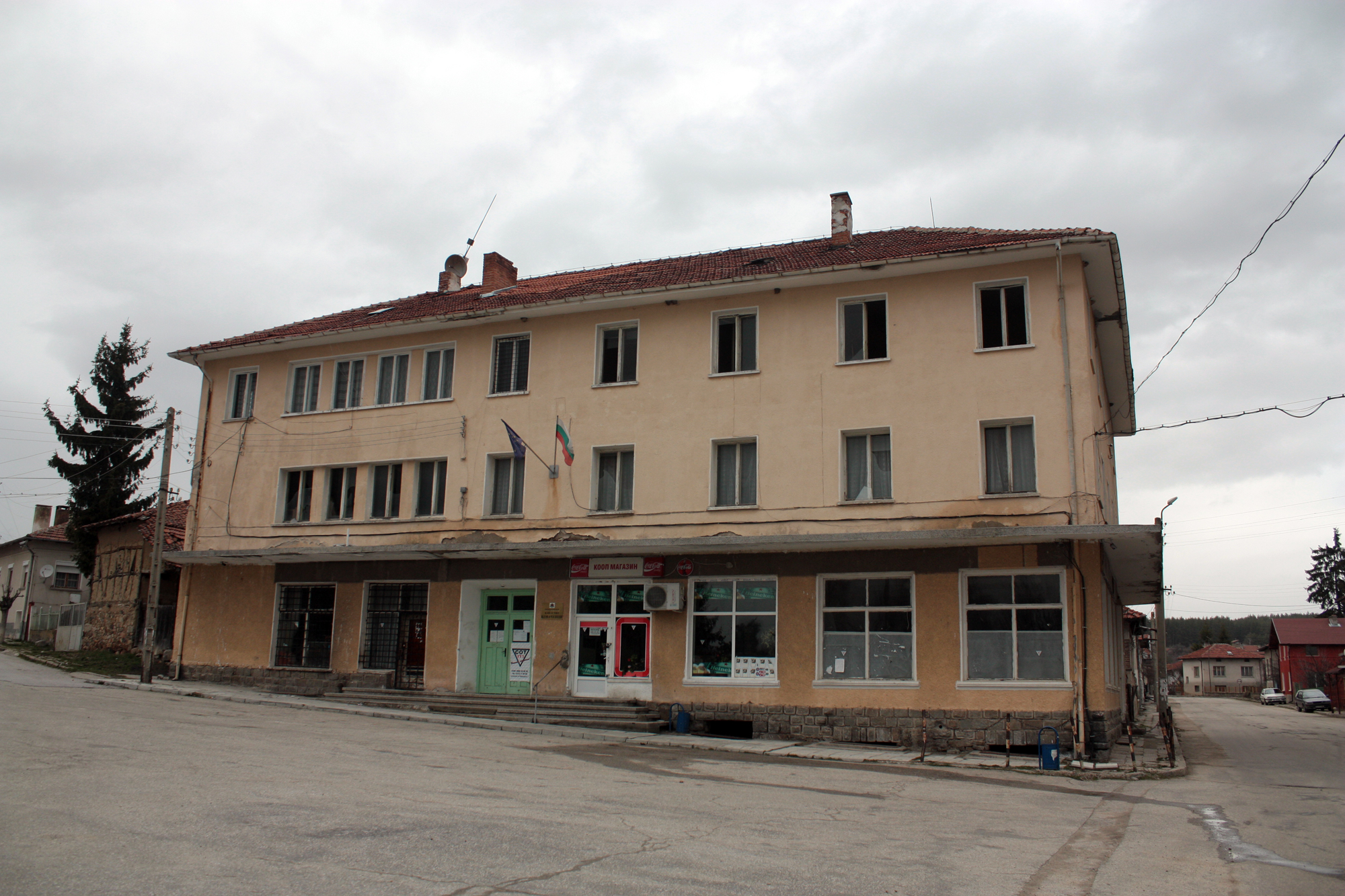
La mairie-annexe de Kovatchévtsi
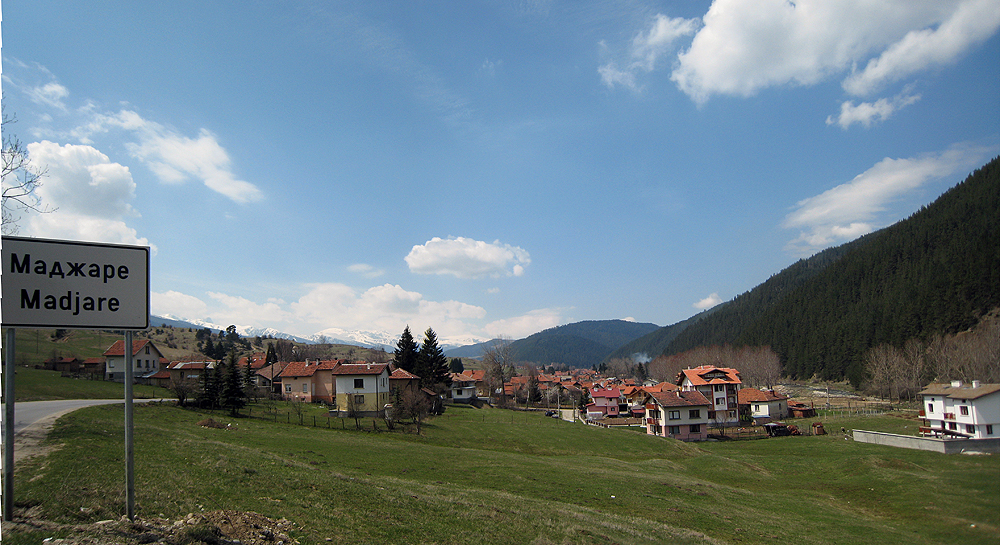
Madjaré
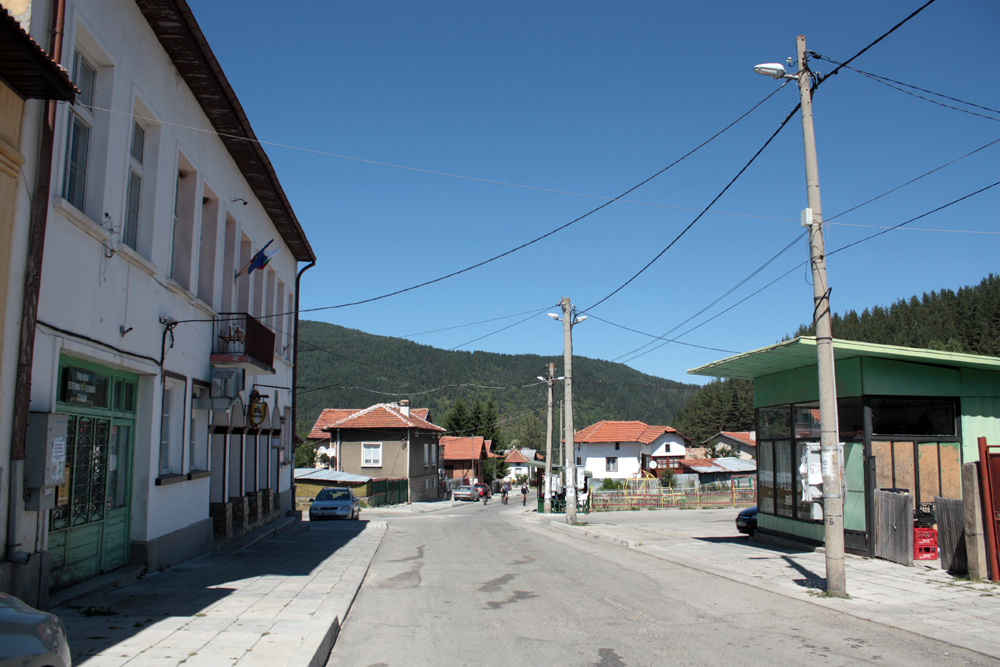
Le centre de Mala Tsarkva
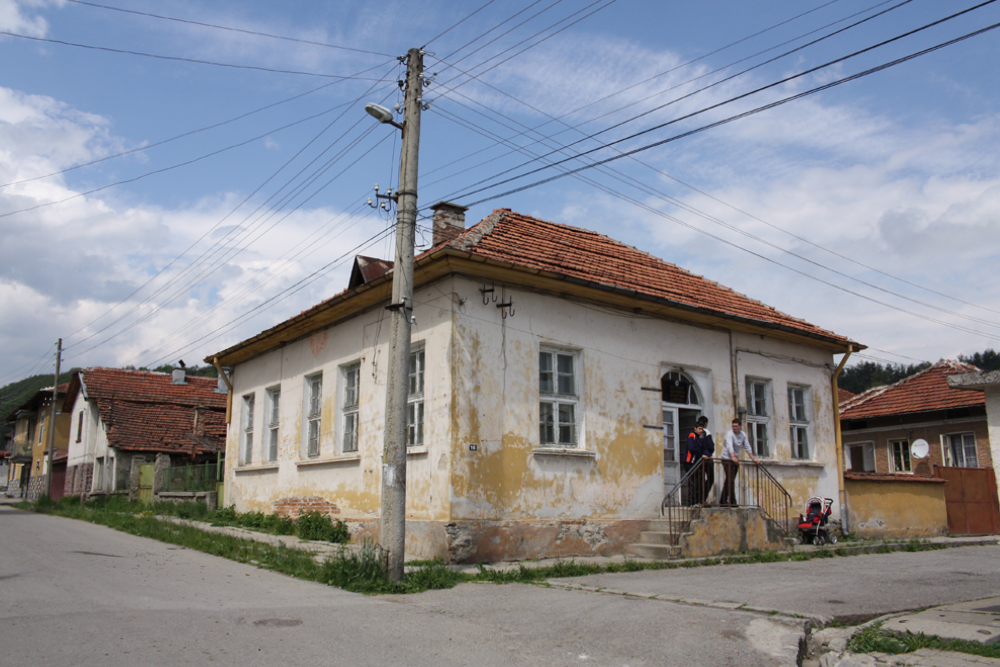
La maison de santé à Maritsa
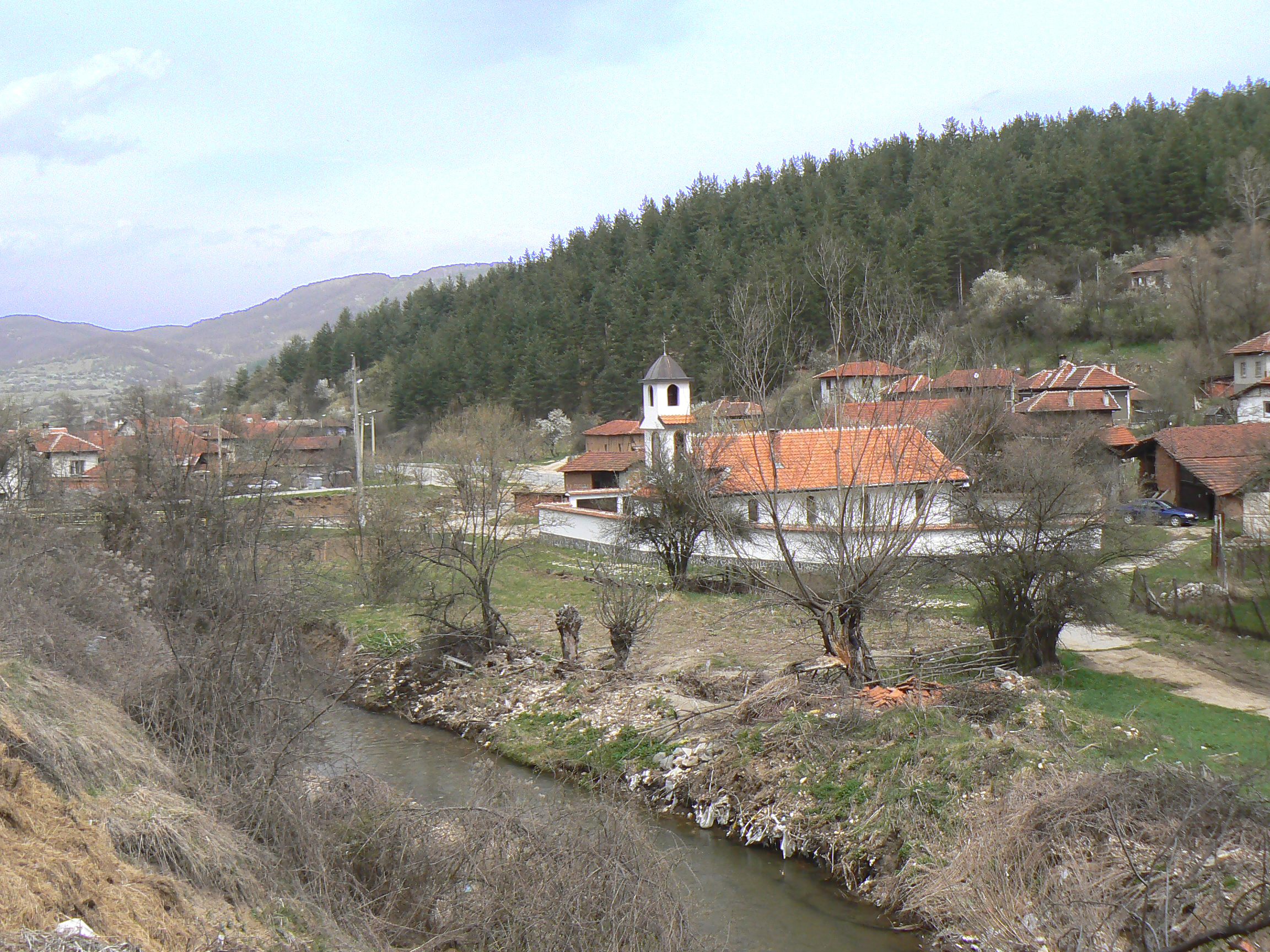
Le centre et l'église de Novo Sélo
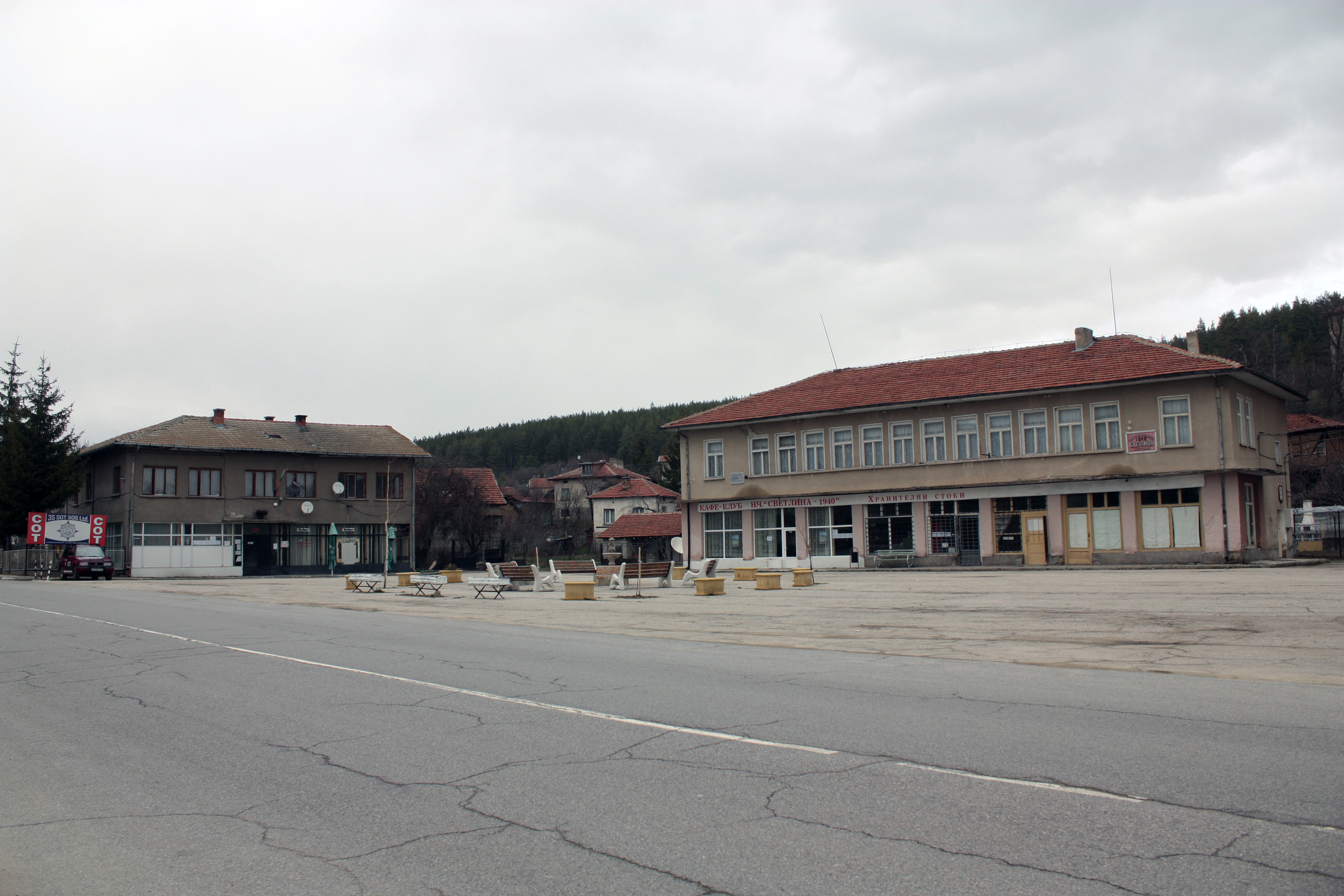
La place-centrale et la mairie-annexe de Popoviané
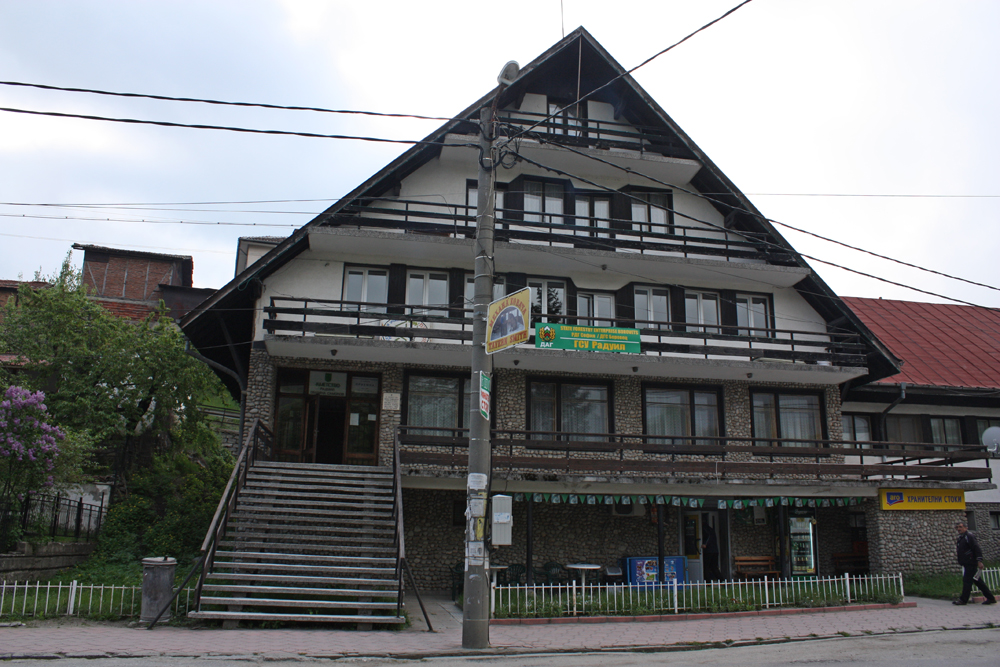
La mairie-annexe de Radouïl
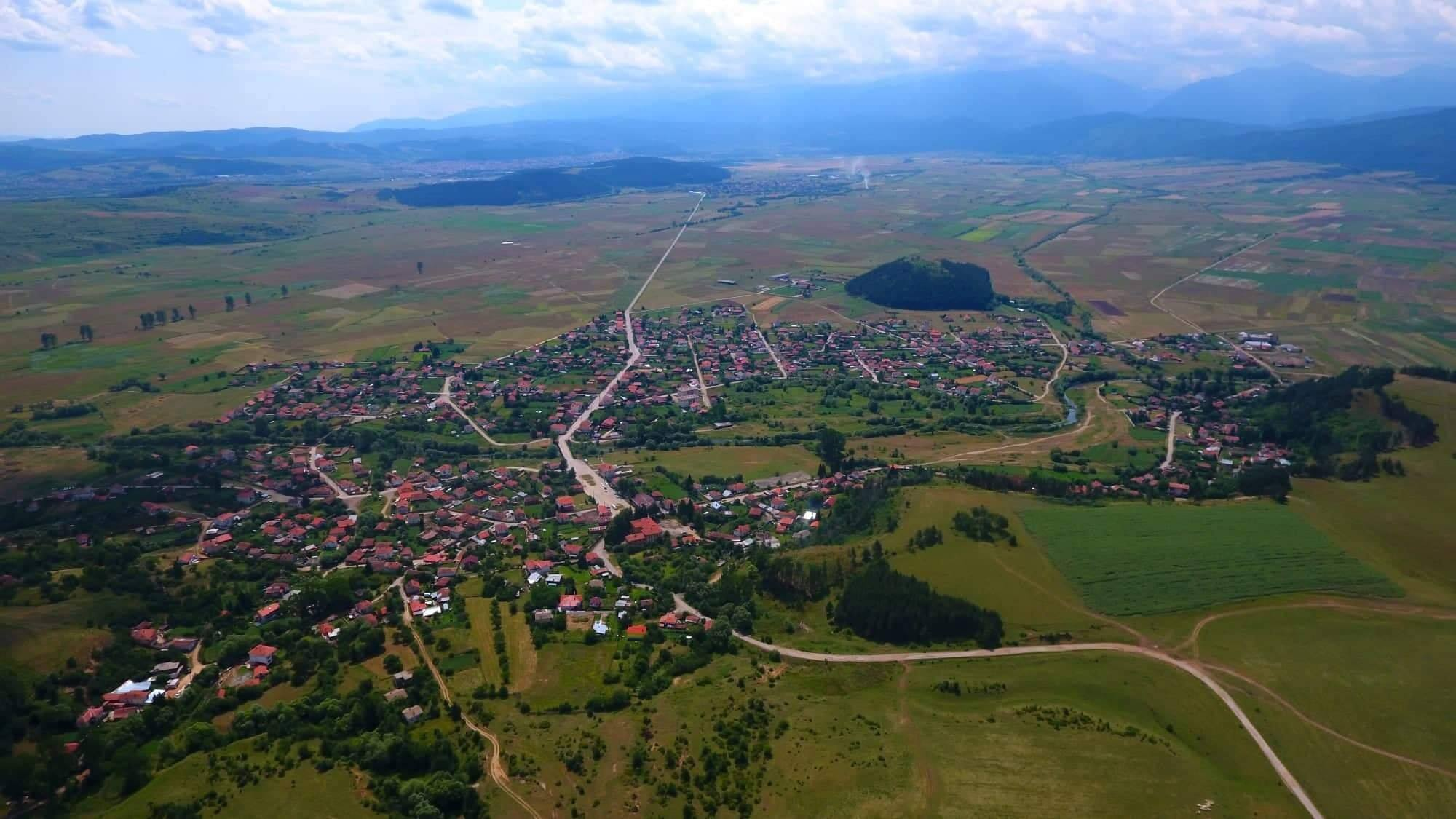
Rayovo vu du ciel
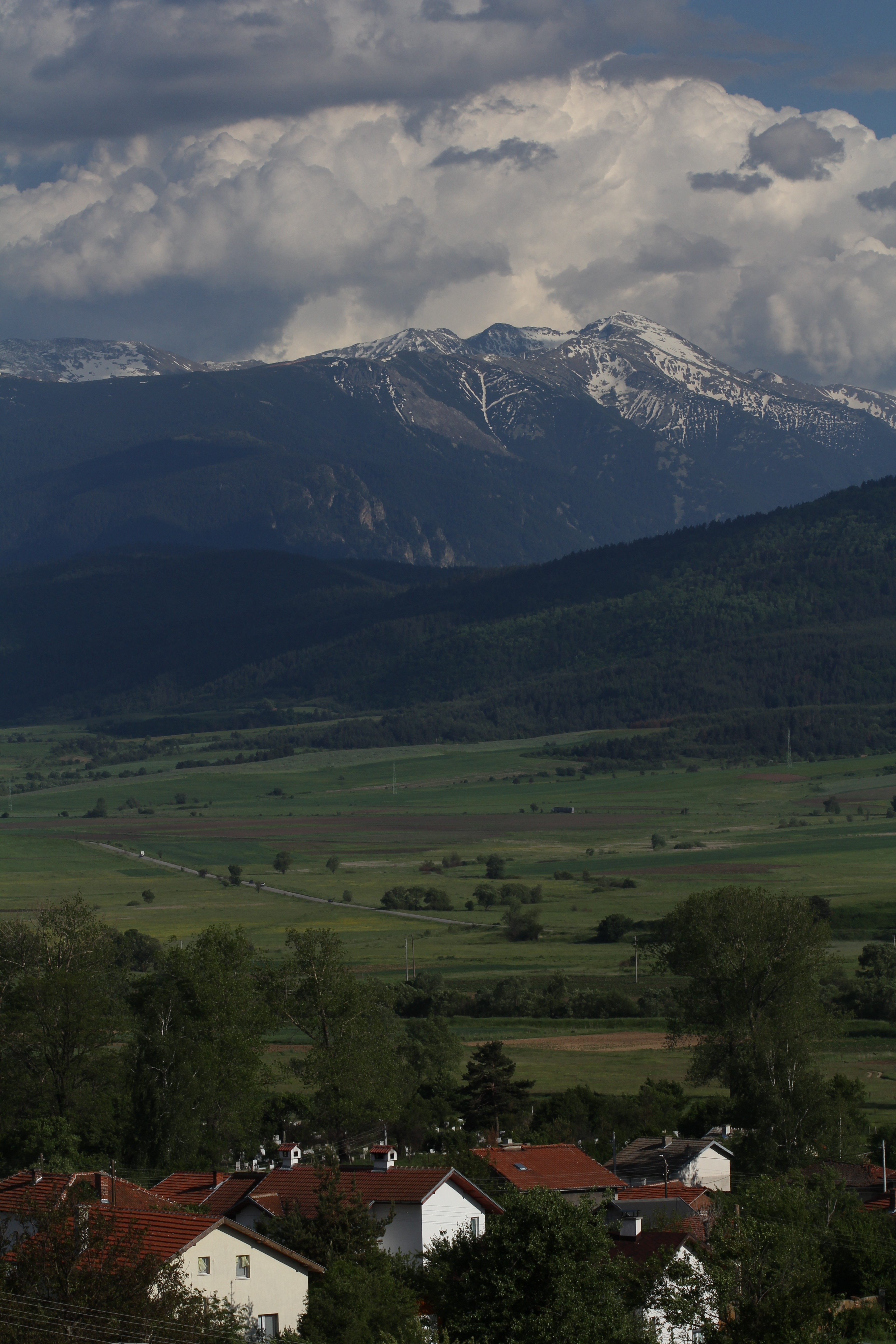
Réliovo
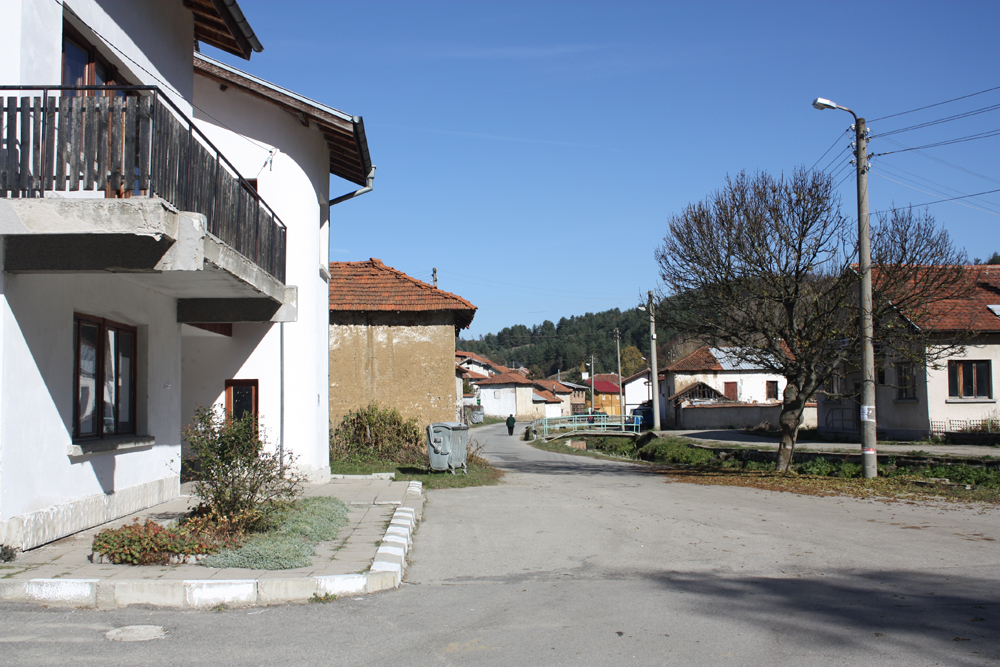
La rue principale de Chipotchané
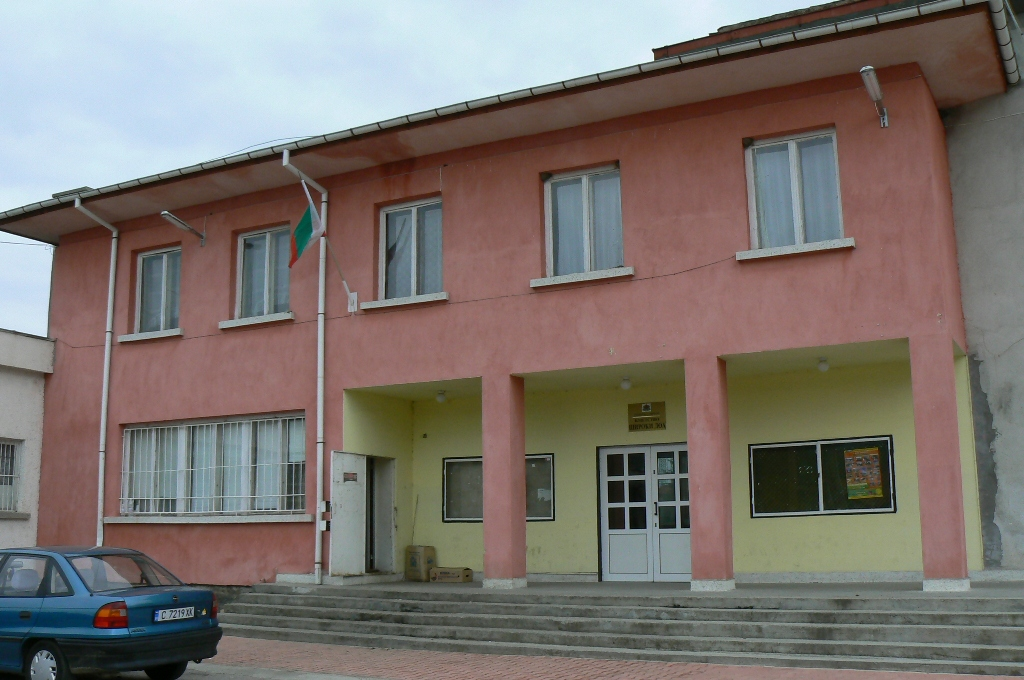
La mairie-annexe de Chiroki Dol
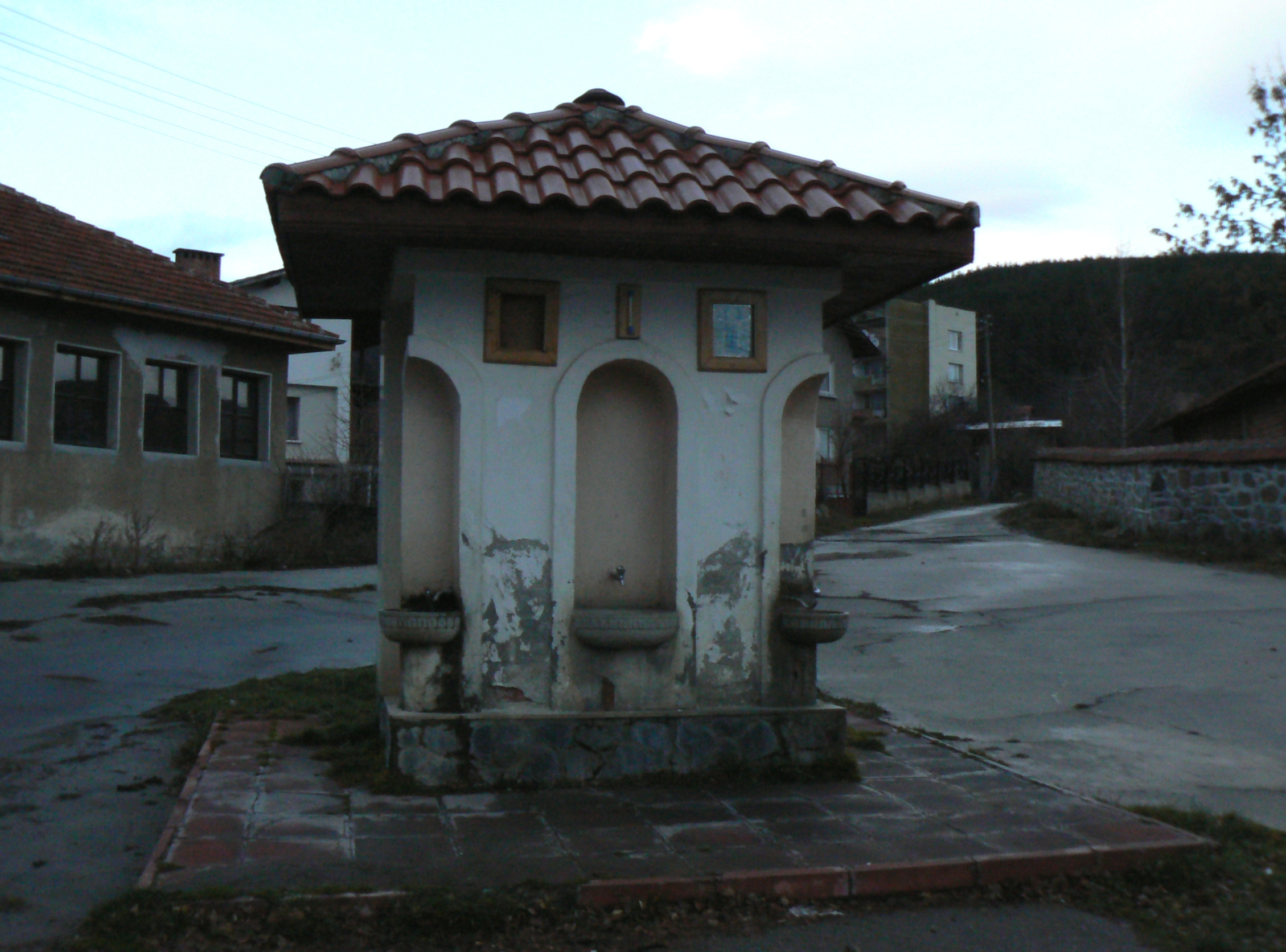
La fontaine de Yarlovo
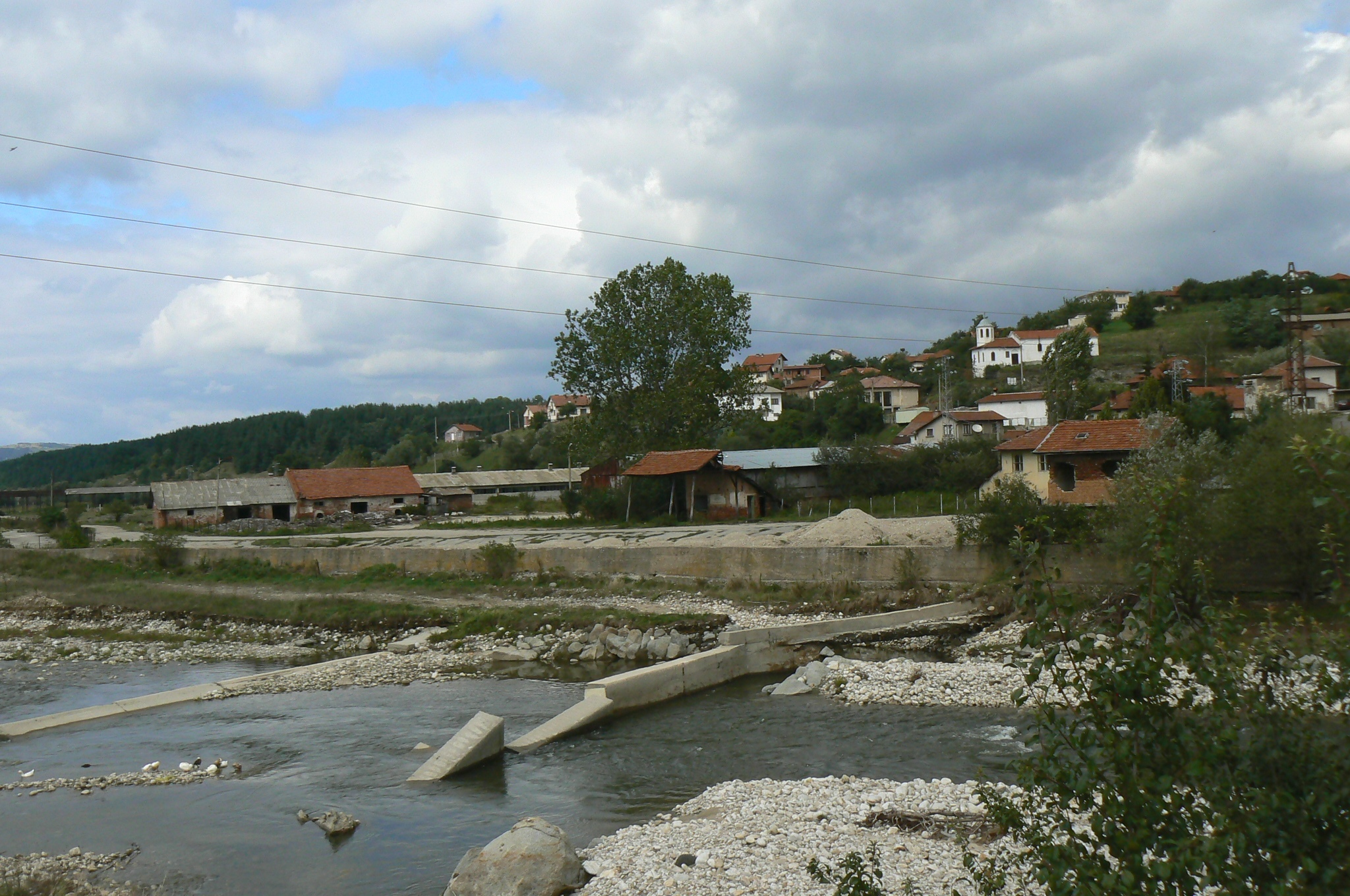
Vue de Zlokoutchéné